# Serranópolis do Iguaçu
Serranópolis do Iguaçu é um município brasileiro do estado do Paraná. Sua população, conforme estimativas do IBGE de 2021, era de 4 460 habitantes.